# Solenidium portillae
Solenidium portillae là một loài thực vật có hoa trong họ Lan. Loài này được Dalström & Whitten mô tả khoa học đầu tiên năm 2003.